# Eё gerojskij podvig
Eё gerojskij podvig (Её геройский подвиг) è un film del 1914 diretto da Evgenij Bauėr.